# Historisch Museum Den Briel
Het Historisch Museum Den Briel is een geschiedkundig museum in Brielle in het oude stadhuis, de voormalige stadsgevangenis en de vroegere Waag. De ingang van het Historisch Museum is gehuisvest in het oude stadhuis uit 1790 op de Markt, gebouwd naar ontwerp van Johan van Westenhout. In de daarachter gelegen oude stadsgevangenis (gebouwd in 1623 door stadstimmerman Maarten Cornelis Payse) wordt het verhaal verteld van de Inname van Den Briel en de Tachtigjarige Oorlog (Nederlandse Opstand). In de voormalige Waag wordt het verhaal van de jaarlijkse 1 aprilvieringen uit de doeken gedaan. Er is in het museum ook een 'Brielse zeeheldenzaal' gewijd aan de Brielse zeevaarders Philips van Almonde, Witte de With en Maarten Harpertszoon Tromp.
In 1912 werd onder andere door inspanningen van stadsarchivaris Johan Been een 'Gemeentelijk Trompmuseum' opgericht. In 1996 werd de naam van het museum veranderd in 'Historisch Museum Den Briel Maarten Harpertszoon Tromp'. Dankzij de erfenis van Conelia Jacomina van der Linden uit Hellevoetsluis kon het museum in 2011 en 2012 grondig worden heringericht. In het vernieuwde museum staat de Tachtigjarige Oorlog (Nederlandse Opstand) centraal en wordt veel aandacht besteed aan de Inname van Den Briel op 1 april 1572. Op 31 maart 2012 werd het Historisch Museum officieel ingehuldigd door Koningin Beatrix.

## Afbeeldingen

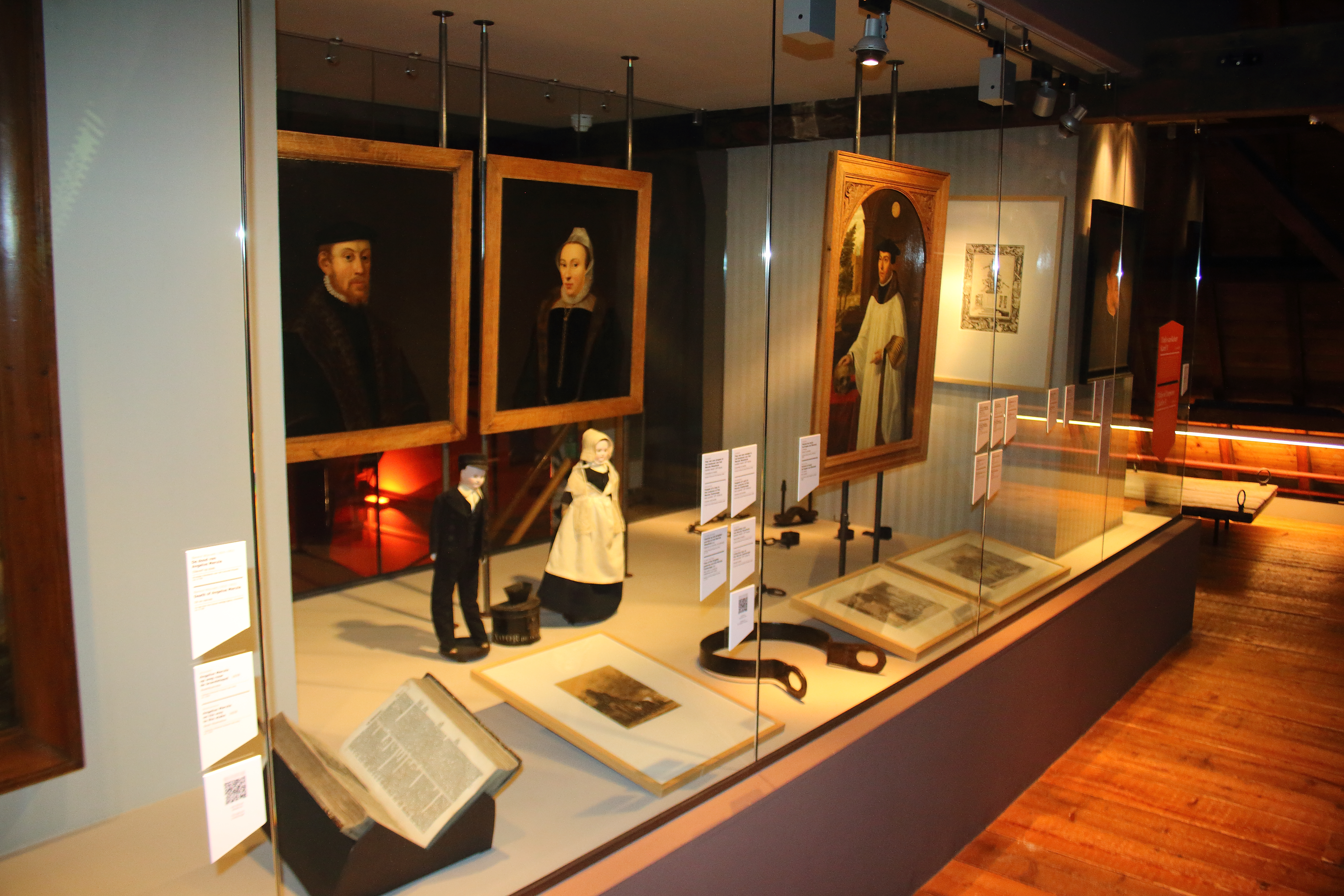
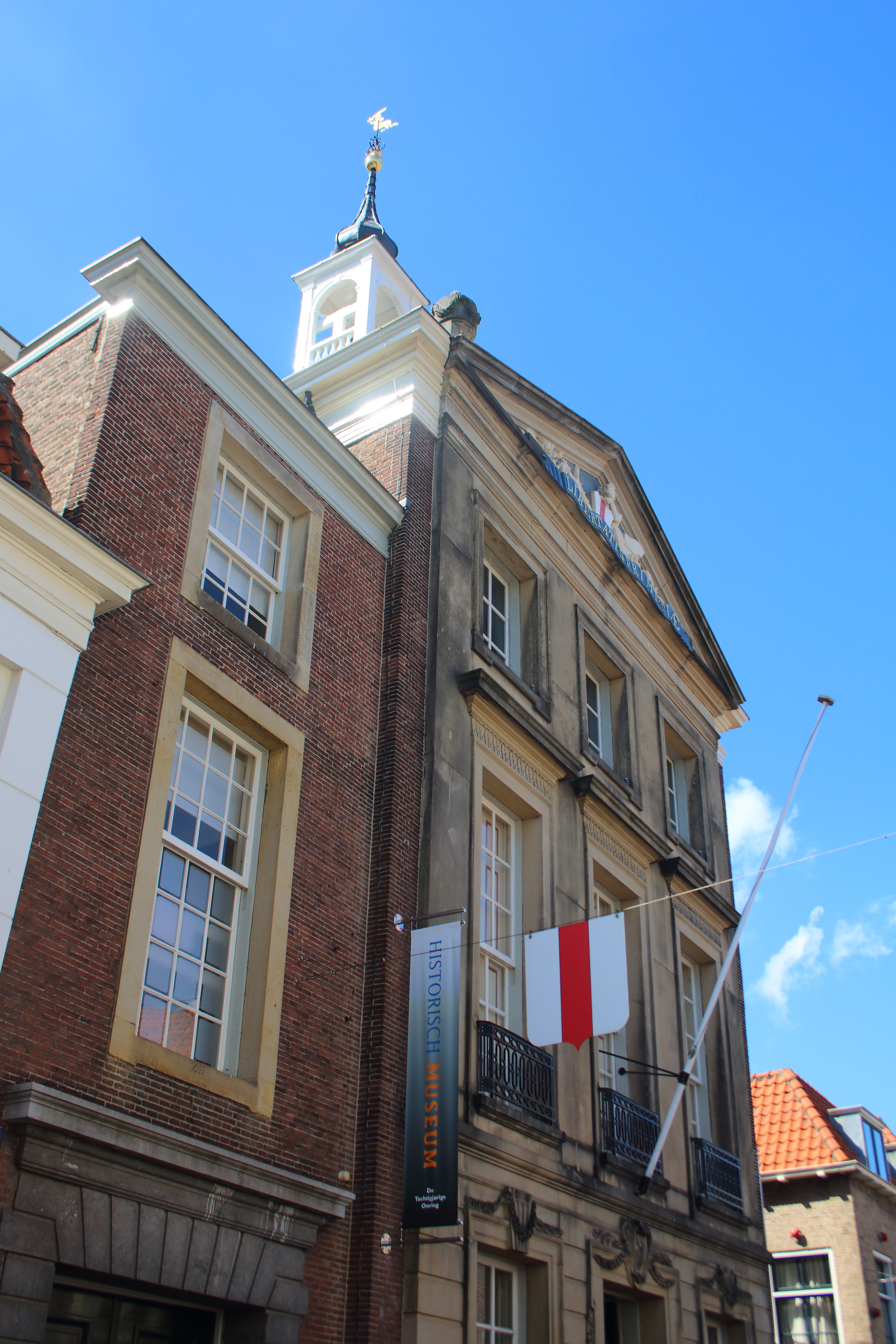
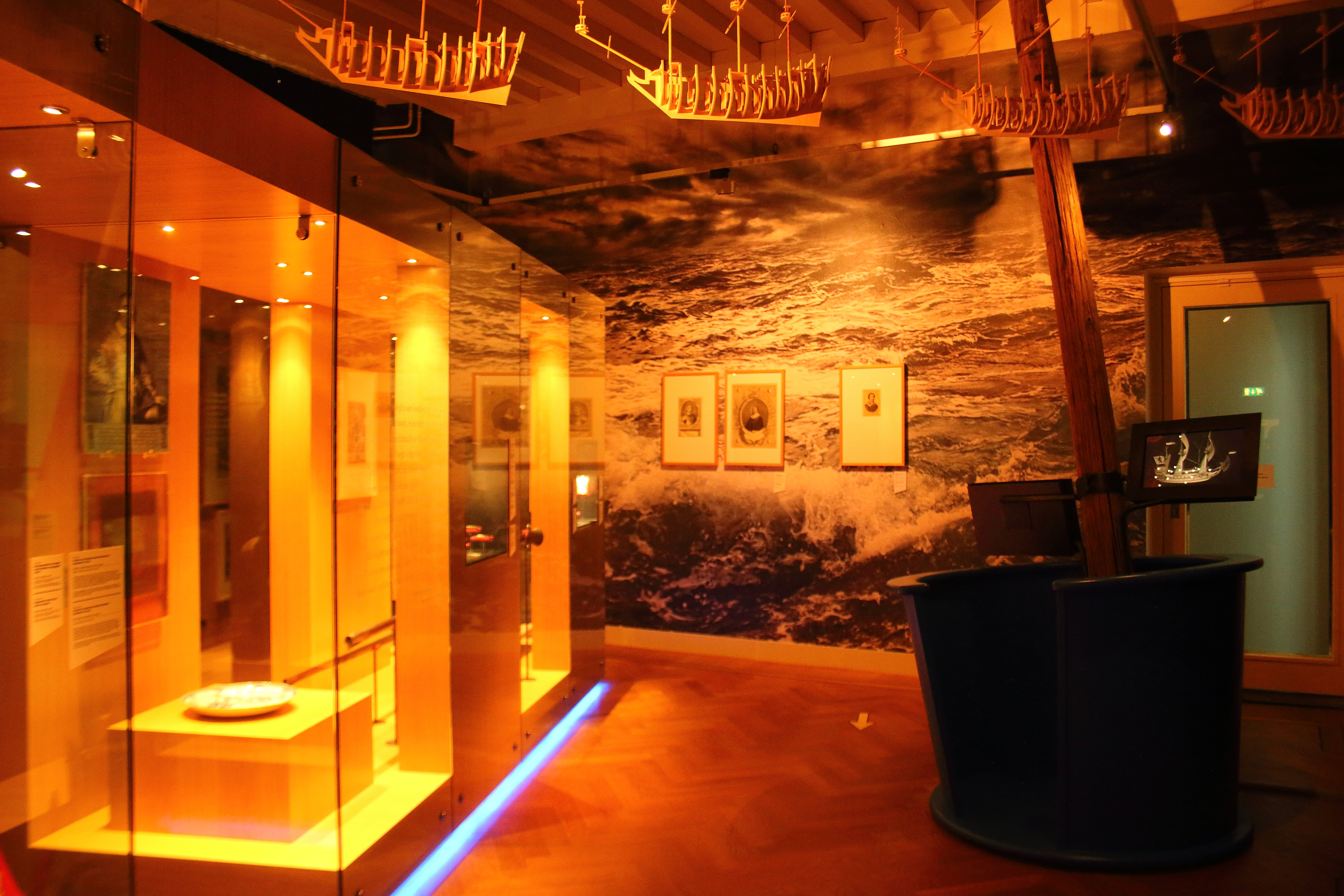
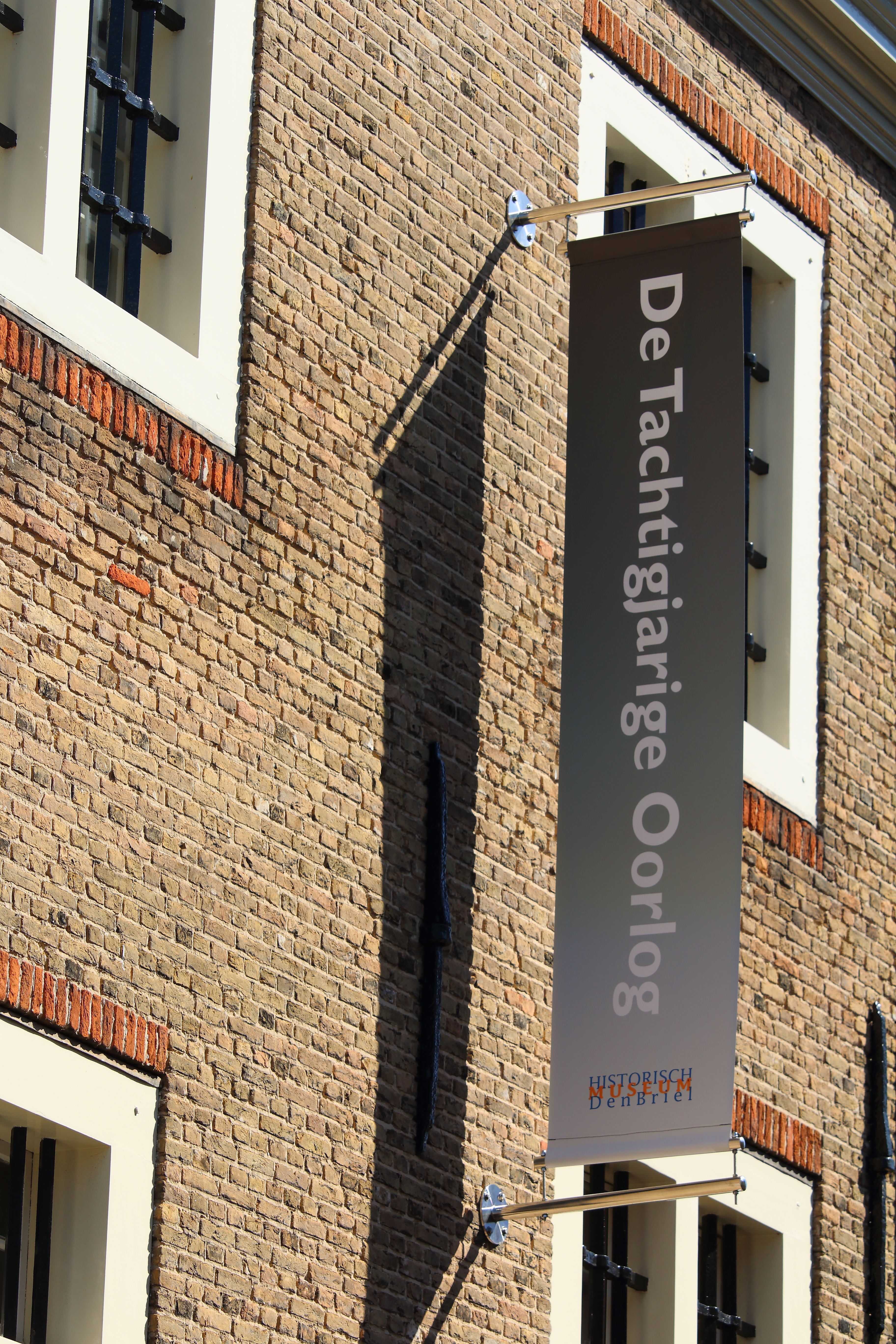
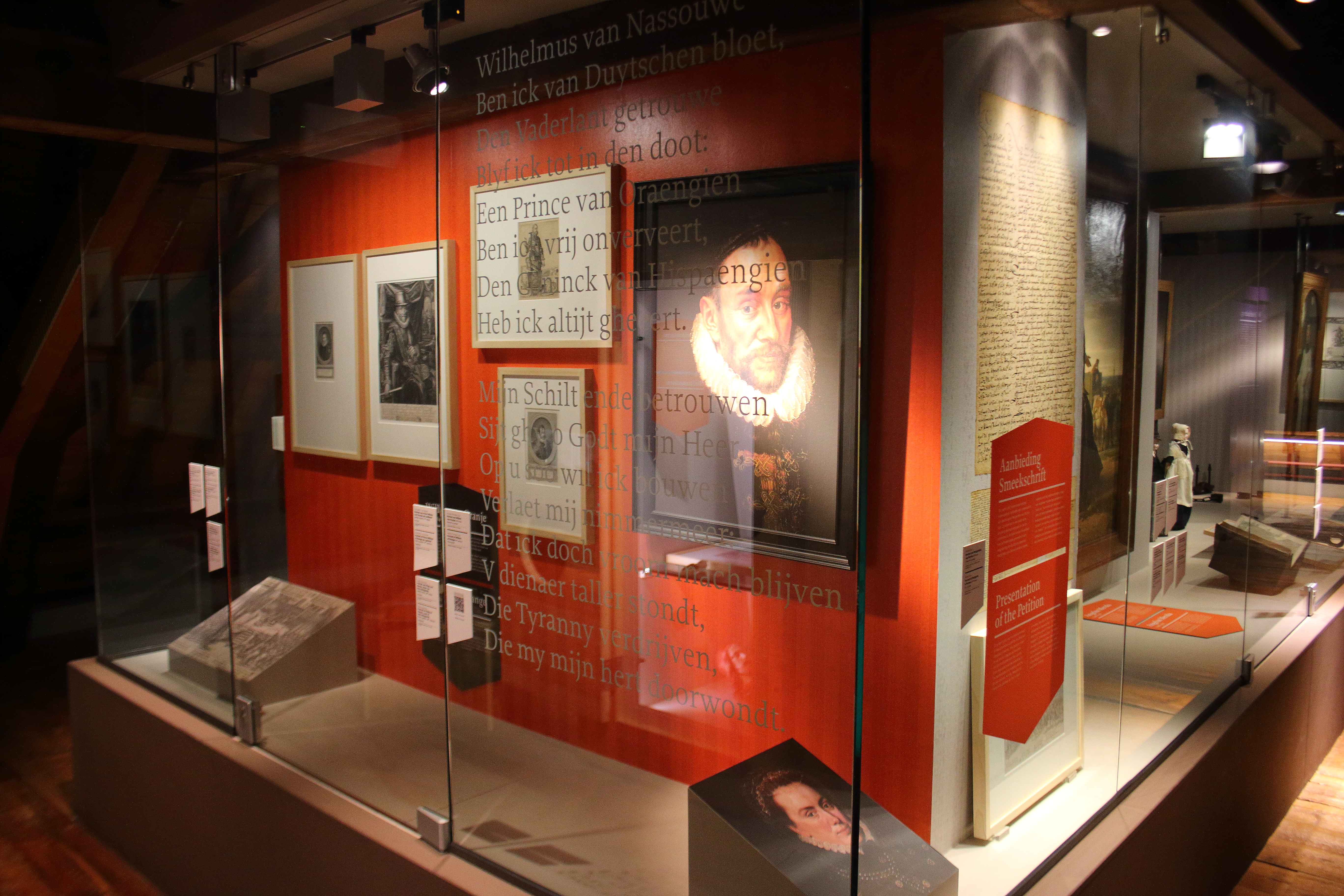
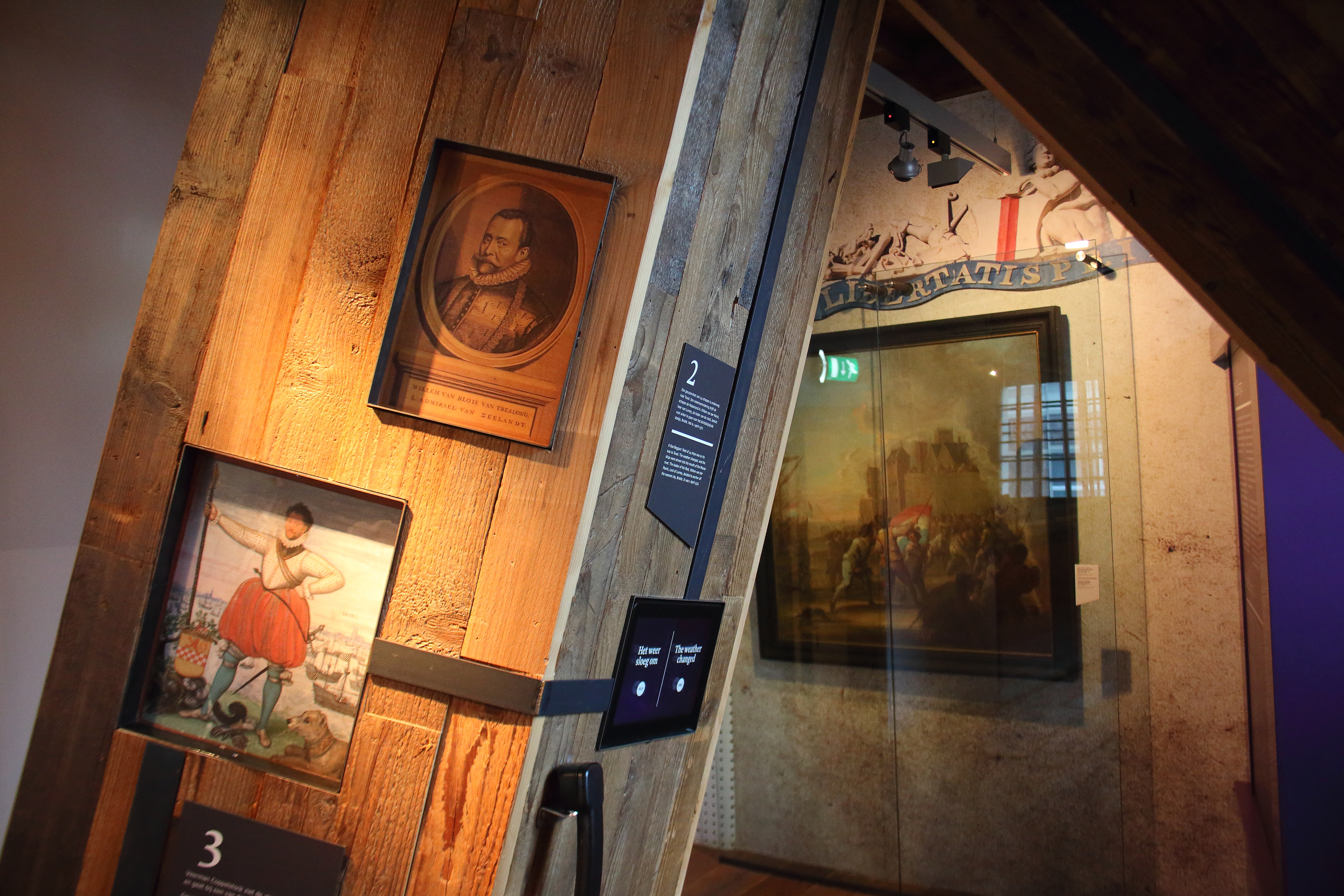